# سیریل گوتیه
سیریل گوتیه (فرانسوی: Cyril Gautier‎؛ زادهٔ ۲۶ سپتامبر ۱۹۸۷) دوچرخه‌سوار اهل فرانسه است.
از باشگاه‌هایی که در آن رکاب زده‌است می‌توان به تیم دوچرخه‌سواری فورتونئو–اسکارو، تیم دوچرخه‌سواری دیرکت انرژی و آژ۲آر لا موندیال اشاره کرد.